# 交響曲第23番 (ハイドン)
交響曲第23番 ト長調 Hob. I:23 は、フランツ・ヨーゼフ・ハイドンが作曲した交響曲。
残された自筆原稿から1764年に作曲されたことがわかっている4つの交響曲（第21番から第24番）のうちの1曲だが、4曲中では楽器編成も楽章構成ももっとも普通であるにもかかわらず、メヌエットに出現するカノンや、終楽章のピアニッシモの終わり方など、いたるところにハイドンらしい工夫があふれている。

## 編成
オーボエ2、ホルン2、第1ヴァイオリン、第2ヴァイオリン、ヴィオラ、低音（チェロ、ファゴット、コントラバス）。

## 曲の構成
全4楽章、演奏時間は約20分。
- 第1楽章 アレグロ
ト長調、4分の3拍子、ソナタ形式。

3小節単位の主題による快活な楽章。対位法的な技法が遺憾なく発揮されている。最初の主題から最後の軍隊信号風の部分まで、ホルンの響きが目立つ曲でもある。

- 第2楽章 アンダンテ
ハ長調、4分の2拍子、ソナタ形式。
弦楽器のみによる。終始続く低音の3連符や32分音符による合いの手が印象的である。

- 第3楽章 メヌエット - トリオ
ト長調 - ハ長調、4分の3拍子。
メヌエット部は高声と低声による1小節遅れのカノン。トリオはハ長調で、第2楽章とおなじく弦楽器のみにより、第1ヴァイオリン・第2ヴァイオリン・低音による、2小節遅れの3声のカノンを形成している。モーツァルトはウィーンでこの作品を聴いて触発され、自身の『カッサシオン第1番 ト長調 K. 63』の第4楽章のメヌエットを同様のカノンで仕立てた。その後、モーツァルトはたびたび対位法的技法を用いた特異なメヌエットを作曲するようになり、後にハイドンに捧げた『ハイドン・セット』の5番目にあたる『弦楽四重奏曲第18番 イ長調 K. 464』の第2楽章のメヌエットでは、対位法的な扱いの最高傑作とも言えるメヌエットが生み出されている。

- 第4楽章 フィナーレ：プレスト・アッサイ
ト長調、8分の6拍子、ソナタ形式。
ひたすらトゥッティによる  での和音の連打と、弦のみによる  での細かく飛び跳ねるような音型の繰り返し、対比によって構成、展開されている。最後は  となり、さらにピッツィカートで消えるように終わる。